# Осипов, Афанасий Николаевич
Афанасий Николаевич Осипов (28 февраля 1928 — 11 сентября 2017) — советский, российский якутский художник-живописец, график, педагог. Народный художник СССР (1988). Лауреат Государственной премии РСФСР им. И. Е. Репина (1986).

## Биография
Афанасий Осипов родился 28 февраля 1928 года во II Эргитском наслеге (ныне в Горном улусе, Республика Саха (Якутия), Россия).
В 1945 году окончил Якутский кооперативный техникум, в 1949 — Московскую среднюю художественную школу (ныне Московский академический художественный лицей, в 1955 — Московский художественный институт им. В. И. Сурикова (живописный факультет, мастерская П. П. Котова и Ф. П. Решетникова, преподаватели В. Г. Цыплаков, В. Н. Нечитайло, Л. Соловьёв, С. П. Михайлов).
С 1953 года — участник республиканских, с 1955 — крупных всесоюзных, российских, зональных, региональных и зарубежных художественных выставок. Персональные выставки состоялись в центральных городах России и многих странах мира.
В 1955—1957 годах преподавал специальные дисциплины в Якутском художественном училище. С 1957 года перешёл на творческую работу. С 1994 года — заведующий кафедрой живописи Якутского филиала Красноярского государственного художественного института, в 2000—2004 годах — профессор, заведующий кафедрой живописи Арктического института культуры и искусств в Якутске. С 2004 года — снова на творческой работе.
Был одним из соавторов Государственного Герба Республики Саха (Якутии).
Среди основных работ: народные писатели Якутии Н. Е. Мординов, В. М. Новиков, С. Р. Кулачиков, Д. К. Сивцев (1974), «Ысыах» (якутский народный праздник, 1980), «Над долиной Эркэны» (1993), триптих «Золотые жилы Индигирки» (1990), «Речка Синэ» (1995), «Весеннее солнце на участке коневодов» (1996), «У озера Тугаранджа» (1997), «Встаёт солнце в ореоле» (1997), «Тебенёвка в долине Эркэны» (1996), серия портретов деятелей искусства, в том числе народного артиста России Ивана Степанова (1996), писателя Чингиза Айтматова (1997).
Произведения художника хранятся в Национальном художественном музее РС (Я), Государственной Третьяковской галерее, Государственном музее искусств народов Востока, Государственном Русском музее, собрании Регионального отделения Урала, Сибири и Дальнего Востока Российской академии художеств, в музеях Владивостока, Краснодара, Красноярска, Кемерова, Комосомольска-на-Амуре, Нерюнгри, Луганска, Львова, Томска, Читы, Ярославля, в частных собраниях в России и за рубежом.
1 декабря 2011 года в составе Национального художественного музея Республики Саха-Якутия (Якутск) открылась «Картинная галерея академика Афанасия Осипова», где постоянно экспонируются 130 живописных и 40 графических работ художника, большинство из которых является авторской собственностью. Издан каталог галереи, куда были включены репродукции более 640 произведений живописи и графики, созданные более 60-летней творческой деятельности художника..
Член СХ СССР с 1955 года. Избирался членом Правления Союза художников СССР (1964—1968, 1977—1990), с 1968 года — секретарь Правления Союза художников РСФСР, в 1965—1967, с 1971 — председатель зонального выставкома по региону «Советский Дальний Восток», в 1979—1991 — председатель Союза художников Якутии.
Академик АХ СССР (1988; член-корреспондент 1973). Действительный член Российской академии художеств. Академик Академии духовности Республики Саха – Якутия (1996). Действительный член Национальной Академии художеств Республики Кыргызстан (2005). Почётный член Академии наук республики Саха-Якутия (2013).
Избирался депутатом Совета Национальностей Верховного Совета СССР 11-го созыва (1984—1989) от Якутской АССР, Верховного Совета Якутской АССР двух созывов (1967, 1980).
Член комиссии по присуждению Ленинской и Государственной премии СССР (1980-е гг.)
Умер 11 сентября 2017 года в Якутске. Похоронен в Якутии.

## Награды и звания
- Заслуженный деятель искусств Якутской АССР (1962)
- Заслуженный художник РСФСР (1968)
- Народный художник РСФСР (1978)
- Народный художник СССР (1988)
- Народный художник Республики Саха (Якутия) (2007)
- Государственная премия РСФСР имени И. Е. Репина (1986; за картину «Мунха — праздник последнего лова карасей» (1985) и пейзажи «Речка Аргомай», «Устье Иньяли» (1984))
- Премия Совета Министров СССР (1982, за роспись фойе Якутского государственного театра оперы и балета им. Суорун-Омоллона на тему «Ысыах»)
- Премия Ленинского комсомола Якутии (1967)
- Орден Трудового Красного Знамени (1971)
- Орден Почёта (1999) — за заслуги в области культуры и искусства, большой вклад в укрепление дружбы и сотрудничества между народами, многолетнюю плодотворную работу[3]
- Почётные грамоты Верховного Совета РСФСР и Якутии (1957, 1969)
- Бронзовая медаль ВДНХ (1962, за картину «Крик»)
- Серебряная медаль Академии художеств СССР (1988; за триптих «Архангайские араты» и серию пейзажей Якутии (1987—1988))
- Орден «За служение искусству» РАХ (2013)
- Две золотые медали «Достойному» Российской академии художеств (2001, 2004)
- Золотая медаль им. А. Иванова (Союз художников России, 2008)
- Орден Почаевской иконы Божьей Матери (УПЦ (МП)) (2013)
- Почётный гражданин (2000) и почётный старейшина Республики Саха (Якутия) (2013)[4]
- Почётный гражданин Горного улуса[5]